# John Christie, der Frauenwürger von London
John Christie, der Frauenwürger von London (Originaltitel: 10 Rillington Place) ist ein britischer Kriminalfilm von Richard Fleischer aus dem Jahr 1971. Die Handlung beruht auf dem wahren Kriminalfall um den Frauenmörder John Christie und den für eine von dessen Taten zu Unrecht hingerichteten Timothy Evans. Das Drehbuch basierte auf Ludovic Kennedys Sachbuch Ten Rillington Place aus dem Jahr 1961.

## Handlung
John Christie lebt während des Zweiten Weltkriegs mit seiner Ehefrau Ethel in einer Reihenhauswohnung in der Rillington Place Nr. 10 im Londoner Stadtteil Notting Hill.
Der Kriegsversehrte lockt gelegentlich junge Frauen mit verschiedenen Ausreden in sein Haus. Gegenüber der an Bronchitis erkrankten Muriel Eady behauptet er, medizinische Kenntnisse zu haben und sie mit einem Inhalationsgerät zu behandeln. Damit betäubt er die junge Frau, die er anschließend vergewaltigt und erwürgt. Die Leiche vergräbt er im Garten des Hauses.
Nach Kriegsende plant er, das Obergeschoss des Hauses zu vermieten. Der junge Lastwagenfahrer Timothy Evans zieht schließlich mit seiner Frau Beryl und dem Baby Geraldine in die Wohnung. Christie ist an der jungen und attraktiven Frau sofort interessiert. Seine Annäherungsversuche werden jedoch oft durch Beryls Freundin Alice gestört. Nachdem Beryl Evans erneut schwanger ist, kommt es zum Streit unter den jungen Eheleuten. Finanziell können sie sich ein zweites Kind nicht leisten. Nach einem Streit erklärt Beryl ihrem Nachbarn Christie die Situation, der sich bereit erklärt, ihr bei der Abtreibung zu helfen. Er weist das Paar darauf hin, dass der Eingriff kompliziert sei und auch das Risiko bestehe, dass Beryl stirbt. Da das Paar aber keinen anderen Ausweg sieht, willigen sie ein.
Christie schickt seine Frau am nächsten Tag unter einem Vorwand aus dem Haus. Er bereitet wieder sein Inhalationsgerät vor. Beryl ist jedoch nicht sofort betäubt und wehrt sich. Christie erwürgt sie mit einem Seil und vergewaltigt sie dann. Nach Tims Rückkehr berichtet er ihm, dass seine Frau den Eingriff nicht überlebt habe. Er überzeugt den einfältigen Tim, London zu verlassen, um einer Mordanklage zu entgehen. Nachbarn und Freunde hatten in der Vergangenheit mehrfach Streite zwischen Tim und Beryl beobachtet. Er verspricht Evans, sich um die kleine Geraldine zu kümmern und für sie Pflegeeltern zu finden. Sobald Tim jedoch das Haus verlassen hat, erwürgt Christie auch die kleine Geraldine.
Tim plagt derweil sein schlechtes Gewissen und so stellt er sich der Polizei. Er behauptet, Beryl wäre beim Abtreibungsversuch an einer Überdosis Tabletten verstorben. Ihre Leiche habe er allein in der Kanalisation von Rillington Place versteckt. Die Polizei wird jedoch misstrauisch, als drei Agenten nur mit Mühe den Kanalisationsdeckel öffnen können und dort keine Leiche vorfinden. Sein Nachbar Christie berichtet der Polizei, dass Evans cholerisch sei und sich oft mit seiner Frau gestritten habe. Kurz darauf findet man im Schuppen des Hauses die Leichen von Beryl und Geraldine, die beide offensichtlich erdrosselt wurden. Mit dem Mordvorwurf konfrontiert, erklärt Evans nun, dass Christie Beryl und seine Tochter getötet haben müsse. Schließlich wird Evans wegen der Ermordung seiner Tochter angeklagt und zum Tode verurteilt. Am 9. März 1950 wird er durch Englands Henker Albert Pierrepoint hingerichtet.
Christies Ehefrau Ethel kamen im Gerichtsprozess Zweifel an ihrem Mann. Sie möchte ihn verlassen, woraufhin Christie den Grund ihres Misstrauens errät und seine Frau erschlägt. Ohne sie ist er jedoch seiner letzten Einkommensquelle beraubt und kann sich die Wohnung nicht länger leisten. Nachdem Christie aus der Wohnung ausgezogen ist, entdeckt der Nachfolgemieter in einem Alkoven hinter der Küchenzeile eingemauerte Frauenleichen. Die Polizei findet bei ihren Untersuchungen weitere Frauenleichen in den Wänden der Küche, unter dem Fußboden des Wohnzimmers und im Garten des Hauses. Christie wird bald darauf festgenommen und im folgenden Prozess für schuldig befunden. Am 15. Juli 1953 wird er ebenfalls durch Albert Pierrepoint gehenkt.

## Kritik
„Als Charakterstudie eines Triebverbrechers und als Plädoyer gegen die Todesstrafe weitgehend überzeugend, in der Behandlung medizinischer und sozialer Fragen eher oberflächlich.“

## Auszeichnungen
John Hurt wurde für seine Rolle als Timothy Evans bei den British Academy Film Award 1972 als Bester Nebendarsteller nominiert, unterlag jedoch Edward Fox für seine Rolle in Der Mittler.

## Andere Verfilmungen
Bereits im Jahre 1969 verfilmte das ZDF mit dem Fernsehspiel Gnade für Timothy Evans die Geschichte des Frauenmörders. In dem Film, in dem Friedrich Georg Beckhaus die Rolle des John Christie spielte, wurden die Gerichtsverhandlungen nachgestellt, sowie in Rückblenden die Vorgänge rund um die Taten. Rahmenhandlung war die Rehabilitierung des unschuldig Gehängten Timothy Evans (gespielt von Josef Fröhlich). Regie bei dem am 20. August 1969 ausgestrahlten Dokumentarspiel führte Korbinian Köberle.
2016 verfilmte Regisseur Craig Viveiros für die BBC die Geschichte erneut als dreiteilige Miniserie unter dem Titel Rillington Place mit Tim Roth in der Hauptrolle des John Christie.